# Atanus tenuis
Atanus tenuis är en insektsart som beskrevs av Delong 1978. Atanus tenuis ingår i släktet Atanus och familjen dvärgstritar. Inga underarter finns listade i Catalogue of Life.